# Lingua ro
Il Ro è una lingua ausiliaria internazionale creata nel 1906 dal reverendo Edward Powell Foster (1853-1937). 

## Storia
Foster non ideò il Ro pensando a "come creare una lingua migliore". La sua fu più che altro la risposta ad una domanda che si era posto. Egli scrisse a proposito del Ro:
Dopo un periodo di elaborazione di circa due anni, Foster pubblicò il primo opuscolo relativo al Ro nel 1906. La pubblicazione di periodici Ro fu supportata da molti sponsor americani, specialmente della sua zona di Marietta (Ohio), tra i quali: 
- Melvil Dewey[2], inventore della Classificazione decimale Dewey, un altro tentativo di categorizzare la conoscenza umana.
- Charles Dawes, vicepresidente degli USA[2].
- George White, governatore dell'Ohio, che parlò del Ro nel Congressional Record[3][2].
- Alice Vanderbilt Morris della IALA[2].

Foster e la moglie continuarono a pubblicare libri sulla lingua Ro fino al dizionario inglese-Ro del 1932, che includeva 16.000 vocaboli.
Una critica comune al Ro è che risulta difficile sentire la differenza tra due parole poiché solitamente una sola consonante può stravolgere completamente il senso di una parola. Se questa è una delle osservazioni più frequenti rivolte anche a molte lingue artificiali più note, come ad es. il Volapük, il fenomeno è ancora più accentuato nel caso del Ro. Ciò può spiegare perché, dopo un buon interesse iniziale, esso non ottenne lo stesso successo di altre lingue artificiali come l'Esperanto; e nemmeno di altre lingue logiche ed "aprioristiche" come per es. il Solresol, anch'esso un semplice linguaggio classificatorio che però, utilizzando un forse troppo ridotto ma meglio distinguibile insieme di simboli, riuscì a raggiungere una più facile possibilità di comprensione.
Nel campo specialistico dell'interlinguistica il Ro è importante, in quanto segna il rilancio nel XX secolo delle lingue ausiliarie fondate su principi filosofici e logici, tanto cari ai filosofi del XVII e del XVIII secolo, anziché sulla derivazione dalle lingue naturali come di norma nel XIX secolo, per lo meno dopo l'oblio del Solresol; e fatte salve rare eccezioni quali il "Blaia Zimondal", fondato sulle onomatopee, pubblicato da Cesare Meriggi nel 1884, oppure il "Bolak" o "Langue Bleue", pubblicato da Léon Bollack nel 1899. Dopo la pubblicazione del Ro sono state proposte tanto lingue "logiche" (o "a priori") quanto lingue più "naturali" (o "a posteriori"). Lingue logiche ideate in tempi relativamente recenti sono, soltanto per citarne alcuni esempi, l'aUI, il Babm, il Ceqli, l'EverLang, l'Ithkuil, il Láadan, il Loglan, il suo derivato Lojban, il Toki Pona e l'Ygyde. Il loro carattere, più concettuale che pratico e funzionale, ne ha in genere determinato un seguito minore di quello ottenuto dalle lingue ausiliarie ispirate agli idiomi naturali.

## Elementi di grammatica

### Alfabeto e fonologia
- Il Ro usa le 26 lettere dell'alfabeto latino di base, senza segni diacritici.
- Le vocali sono A E I O U, le altre lettere sono consonanti.
- La pronuncia delle vocali è come in italiano, in spagnolo o in tedesco.
- Le consonanti B D F K L M N P R T V si pronunciano come in italiano.
- C si pronuncia come "sc" in "scena".
- DH rappresenta il th inglese dolce, come nella parola "the".
- G è sempre dura, come in "gatto".
- H è sempre aspirata, come in inglese e in tedesco.
- J è come in francese.
- Q indica la nasale velare, come "ng" nell'inglese "sing".
- S è sempre dura come in "sasso".
- TH rappresenta il th inglese duro, come nella parola "thick".
- W è come in inglese e in francese.
- X può essere pronunciata /ks/, /gs/, o come il 'ch' tedesco e la 'j' spagnola.
- Y e Z si pronunciano come in inglese e in francese.

Il Ro ammette tre tipi di sillabe: vocale-consonante, consonante-vocale e consonante-vocale-consonante. Ogni consonante può chiudere la sillaba.
L'accento tonico del Ro è libero. Ciascuno può accentare la sillaba a cui vuole dare enfasi.

### Morfologia e sintassi
Il Ro è una lingua "aprioristica", ovvero i suoi elementi non derivano dalle lingue naturali, ma sono stabiliti "a priori". Le parole vengono costruite utilizzando un sistema di categorie. Per es. 'bofoc' significa "rosso", 'bofod' arancio, 'bofof' giallo; da cui si deduce che 'bofo-' è la categoria generica per indicare "colore". L'autore utilizzò, per costruire la propria lingua, la classificazione di Aristotele, che egli considerava "la mente più potente della storia". Il Ro classifica i termini lessicali (sostantivi, aggettivi e verbi) in categorie che utilizzano le consonanti a guisa di "ideogrammi". Es.:
- B = Sostanza o Esistenza
- C = Quantità
- D = Collocazione
- G = Qualità
- J = Relazione

Una delle cinque vocali aggiunta alla consonante iniziale divide il significato generale in cinque classi. Anche l'ultima vocale della parola indica una categorizzazione:
- -A = Sostantivo concreto
- -E = Verbo
- -I = Avverbio
- -O = Aggettivo
- -U = Sostantivo astratto

I vocaboli grammaticali iniziano con prefissi vocalici:
- A- = Pronomi
- E- = Flessioni dei verbi (tempi, modi, ecc.)
- I- = Preposizioni (come O-)
- O- = Preposizioni (come I-)
- U = Congiunzioni

In Ro oltre al caso nominativo esiste anche un caso genitivo, indicato con: 'e. Es.:
Abe radap'e radat'e rukab = Il libro del fratello di mio padre.
Il plurale è ottenuto aggiungendo -z.
I numeri da 1 a 9 sono: 1 zab, 2 zac, 3 zad, 4 zaf, 5 zag, 6 zal, 7 zam, 8 zaq, 9 zar. 0 è zax. Per le decine si aggiunge -ax (10 = zabax). Per le centinaia -aw (100 = zabaw).
L'ordine delle parole è: SVO (Soggetto Verbo Oggetto).

## Esempio di lingua Ro: i primi versi delPadre nostro
ace rokab eco sugem,
ace rajda ec kep,
ace va eco,
uz in suda asi in buba»

## Opere dell'autore
- Ro, Cincinnati, 1908
- Ro, an international language based on classification of ideas, Cincinnati, The Ro Company, 1910
- Ru ro, outline of the universal language, Marietta, World-Speech Press, 1913
- Dictionary of the world language, Marietta, World-Speech press, 1919
- Roap, English key to Ro, Waverly, Ro language Society, 1921
- Alphabet of ideas, or dictionary of Ro the world language, ROIA, Waverly, 1928
- Ro-Latin-English vocabolarium dictionary, ROIA, Waverly, 1931
- English-Ro dictionary, Waverly, Ro Language Society, 1932